# Reischach
Reischach är en kommun och ort i Landkreis Altötting i Regierungsbezirk Oberbayern i förbundslandet Bayern i Tyskland.
Kommunen ingår i kommunalförbundet Reischach tillsammans med kommunerna Erlbach och Perach.